# Faye (Loir-et-Cher)
Faye é uma comuna francesa na região administrativa do Centro, no departamento Loir-et-Cher. Estende-se por uma área de 8,94 km². Em 2010 a comuna tinha 240 habitantes (densidade: 26,8 hab./km²).